# Tara Strong

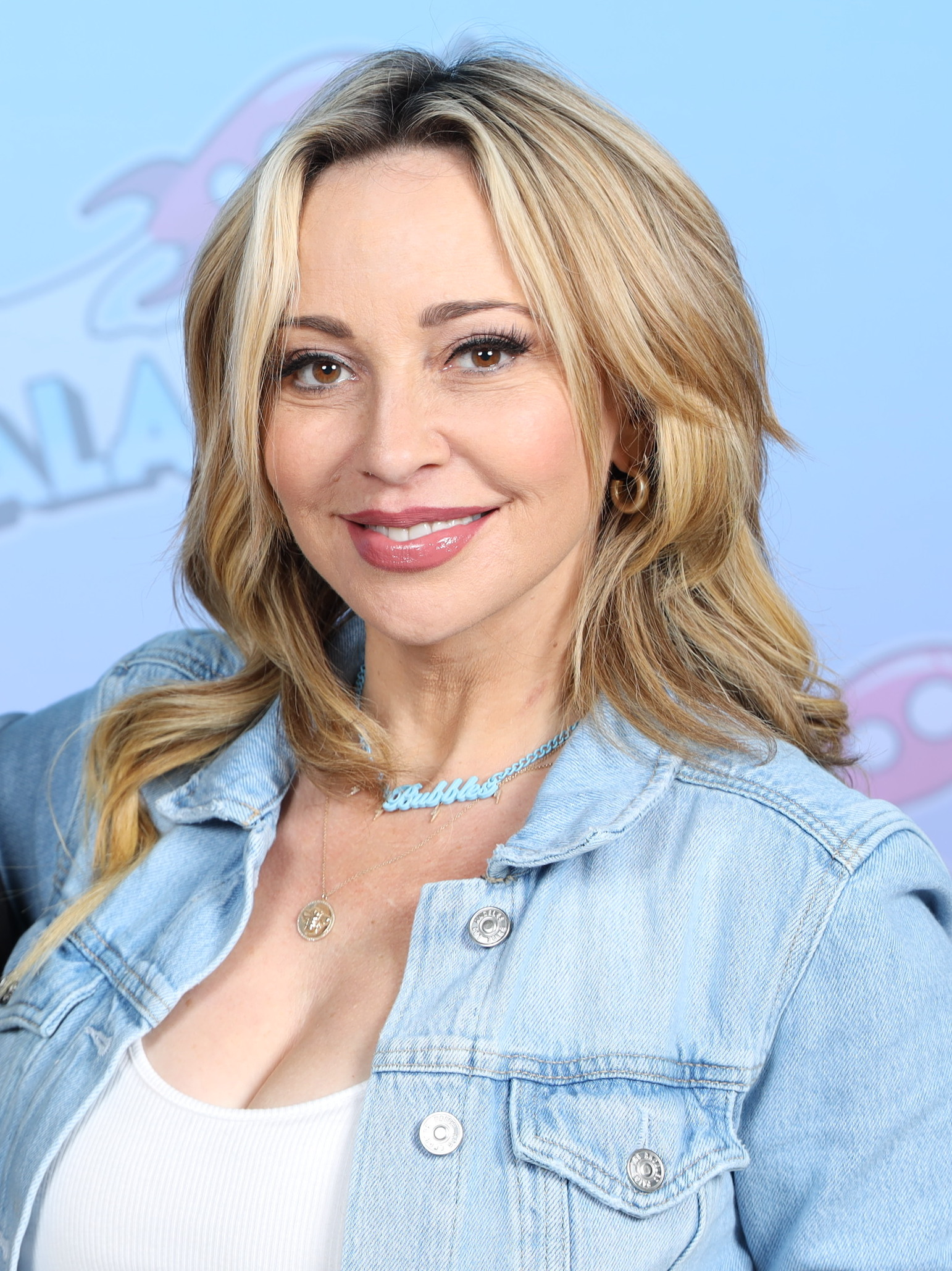
Tara Strong (2023)

Tara Lyn Charendoff-Strong (* 12. Februar 1973 in Toronto, Ontario, als Tara Lyn Charendoff) ist eine kanadische Synchronsprecherin und Schauspielerin.

## Leben
Strong wuchs als Tochter jüdischer Eltern in Toronto auf. Sie hat eine ältere Schwester. Bereits im Alter von vier Jahren wirkte Strong an Schulproduktionen mit, und bald auch am jiddischen Theater, unter anderem am Toronto Jewish Theater. Weil sie kein Jiddisch sprach, musste sie ihren Text phonetisch auswendig lernen. Mit dreizehn Jahren wurde sie an einer Schauspielschule angenommen, über die sie mit der Rolle der Gracie in dem Musical The Music Man auch ihre erste professionelle Schauspielrolle erlangte. In der Folgezeit wirkte sie in verschiedenen Theateraufführungen mit und erlangte Rollen in den Serien T. and T. und Mosquito Lake. Sie arbeitete zwei Jahre bei The Second City, bis sie 1994 nach Los Angeles umzog, wo sie eine Zeit lang mit Neve Campbell zusammen wohnte, mit der zusammen sie bereits die High School besucht hatte.
Als Synchronsprecherin hat und hatte sie unter anderem Hauptrollen in den Trickserien Cosmo und Wanda – Wenn Elfen helfen, Powerpuff Girls, Ben 10, Teen Titans, Fillmore! und My Little Pony – Freundschaft ist Magie inne. Außerdem sprach sie in den amerikanischen Versionen einiger japanischer Anime und Realfilmen mit, so zum Beispiel Sailor Moon, Chihiros Reise ins Zauberland und Black Mask. Sie spricht auch in zahlreichen Videospielen mit, viele davon aus dem Hause Marvel und DC. In Konamis Metal Gear Solid Reihe lieh sie dem Charakter Paz Ortega im fünften Teil der Serie und dem zuvor erschienen Sequel Ground Zeros ihre Stimme.
Als Darstellerin war sie unter anderem in Sabrina verhext in Rom, Sabrina verhext Australien und The Kids from Room 402 zu sehen.
Seit 2000 ist sie mit dem Schauspieler Craig Strong verheiratet. Zusammen haben sie zwei Söhne und leben in Toluca Lake, Kalifornien. Zusammen mit ihrem Mann gründete Strong das Unternehmen VoiceStarz, Inc., das beim Einstieg in die Synchronarbeit helfen soll.

## Filmografie (Auswahl)

### Als Darstellerin
- 1987: Mosquito Lake
- 1989: The Long Road Home
- 1991: Married to It
- 1992: A Town Torn Apart
- 1993: Family Pictures
- 1994: Skin Deep
- 1994: Reform School Girl
- 1995: Senior Trip
- 1998: Sabrina verhext in Rom
- 1999: Sabrina verhext Australien
- 1999: The Kids from Room 402
- 2009–2013: Big Time Rush
- 2011: Randy the Vegetarian Zombie
- 2011: Twinkle Toes
- 2020: Witness Infection
- 2021: Pretty Hard Cases

### Als Synchronsprecherin
- 1997: Prinzessin Mononoke
- 1997: Extreme Ghostbusters
- 1997–1998: 101 Dalmatiner
- 1997–1998: Batman und Robin
- 1997–2003: Rugrats
- 1998–2004: King of the Hill
- 1998–2005: Powerpuff Girls
- 2000: Arielle, die Meerjungfrau 2 – Sehnsucht nach dem Meer
- 2000–2010: Family Guy
- 2001: Chihiros Reise ins Zauberland
- 2001–2017: Cosmo & Wanda – Wenn Elfen helfen
- 2002: Ice Age
- 2002–2004: Fillmore!
- 2002–2007: Kim Possible
- 2003: Animatrix
- 2003: Justice League - „Wild Cards“ Teil 1
- 2003–2006: Teen Titans
- 2003–2007: All Grown Up – Fast erwachsen
- 2004–2007: Danny Phantom
- 2004–2008: Drawn Together
- 2004–2009: Fosters Haus für Fantasiefreunde
- 2005: Die Rotkäppchen-Verschwörung
- 2005–2007: Camp Lazlo
- 2005–2007: American Dragon
- 2005–2008: Ben 10
- 2006–2008: Avatar – Der Herr der Elemente
- 2006–2009: Tauschrausch
- 2007–2009: Transformers: Animated
- 2008–2009: Wow! Wow! Wubbzy!
- 2008–2009: Wolverine and the X-Men
- 2008–2013: Die Pinguine aus Madagascar
- 2009: Wonder Woman
- 2009–2011: Batman: The Brave and the Bold
- 2009–2011: The Super Hero Squad Show
- 2010: Superman/Batman: Apocalypse
- 2010–2019: My Little Pony – Freundschaft ist Magie
- 2011: Young Justice
- 2011: Thor: Tales of Asgard
- 2011: DC Showcase: Catwoman
- 2013: My Little Pony: Equestria Girls
- 2014: My Little Pony: Equestria Girls – Rainbow Rocks
- 2015: My Little Pony: Equestria Girls – Friendship Games
- 2016: Batman: The Killing Joke
- 2016: Pets (The Secret Life of Pets)
- 2017: My Little Pony – Der Film (My Little Pony: The Movie)
- 2017: Rick and Morty
- 2017–2019: Eine Reihe betrüblicher Ereignisse (Stimme von Sunny, dargestellt von Presley Smith)
- seit 2017: Welpen Freunde (Puppy Dog Pals)
- 2021: My Little Pony: A New Generation
- 2021, 2023: Loki
- seit 2021: Baby Shark’s Big Show!
- 2023: Guardians of the Galaxy Vol. 3
- 2023: Young Love – Chicago Love
- 2023: Captain Fall

### In Videospielen
- 2001: Final Fantasy X
- 2001: Batman: Vengeance
- 2002: Pro Skater 4
- 2003: Final Fantasy X-2
- 2003: Tales of Symphonia (Presea)
- 2004: Spyro the Dragon: A Hero´s Tail
- 2004: Shrek 2
- 2005: X-Men Legends II: Rise of Apocalypse
- 2006: Justice League Heroes
- 2006: Blue Dragon
- 2008: Transformers Animated: The Game
- 2009: Watchmen: The End Is Nigh
- 2009: Ice Age: Dawn of the Dinosaurs
- 2009: Marvel Super Hero Squad
- 2010: No More Heroes: Desperate Struggle
- 2010: How to Train Your Dragon
- 2010: Metal Gear Solid: Peace Walker
- 2010: Clash of the Titans
- 2010: Spider-Man: Shattered Dimensions
- 2010: Marvel Super Hero Squad: The Infinity Gauntlet
- 2011: Marvel vs. Capcom 3: Fate of Two Worlds
- 2011: Cartoon Network: Punch Time Explosion
- 2011: Infamous 2
- 2011: Shadows of the Damned
- 2011: Spider-Man: Edge of Time
- 2011: Rage
- 2011: Batman: Arkham City
- 2011: Marvel Super Hero Squad: Comic Combat
- 2012: Asura's Wrath
- 2012: Lollipop Chainsaw
- 2012: Guild Wars 2
- 2014: Metal Gear Solid V: Ground Zeroes
- 2014: The Elder Scrolls Online
- 2015: Mortal Kombat X
- 2015: Metal Gear Solid V: The Phantom Pain

## Auszeichnungen
- Drei Annie-Nominierungen (1999, 2001, 2004)
- Eine Daytime-Emmy-Nominierung (2006)
- Ein Interactive Achievement Award-Gewinn (2004, „Outstanding Achievement in Character Performance - Female“ für Final Fantasy X-2)[4]